# Bella Bella Indian Reserve 1
Bella Bella Indian Reserve 1 (franska: Réserve indienne Bella Bella 1) är ett reservat i Kanada.   Det ligger i Central Coast Regional District och provinsen British Columbia, i den sydvästra delen av landet, 3 800 km väster om huvudstaden Ottawa. Bella Bella Indian Reserve 1 ligger på ön Campbell Island.
I omgivningarna runt Bella Bella Indian Reserve 1 växer i huvudsak barrskog. Runt Bella Bella Indian Reserve 1 är det ganska tätbefolkat, med 111 invånare per kvadratkilometer.